# Christina Erbertz

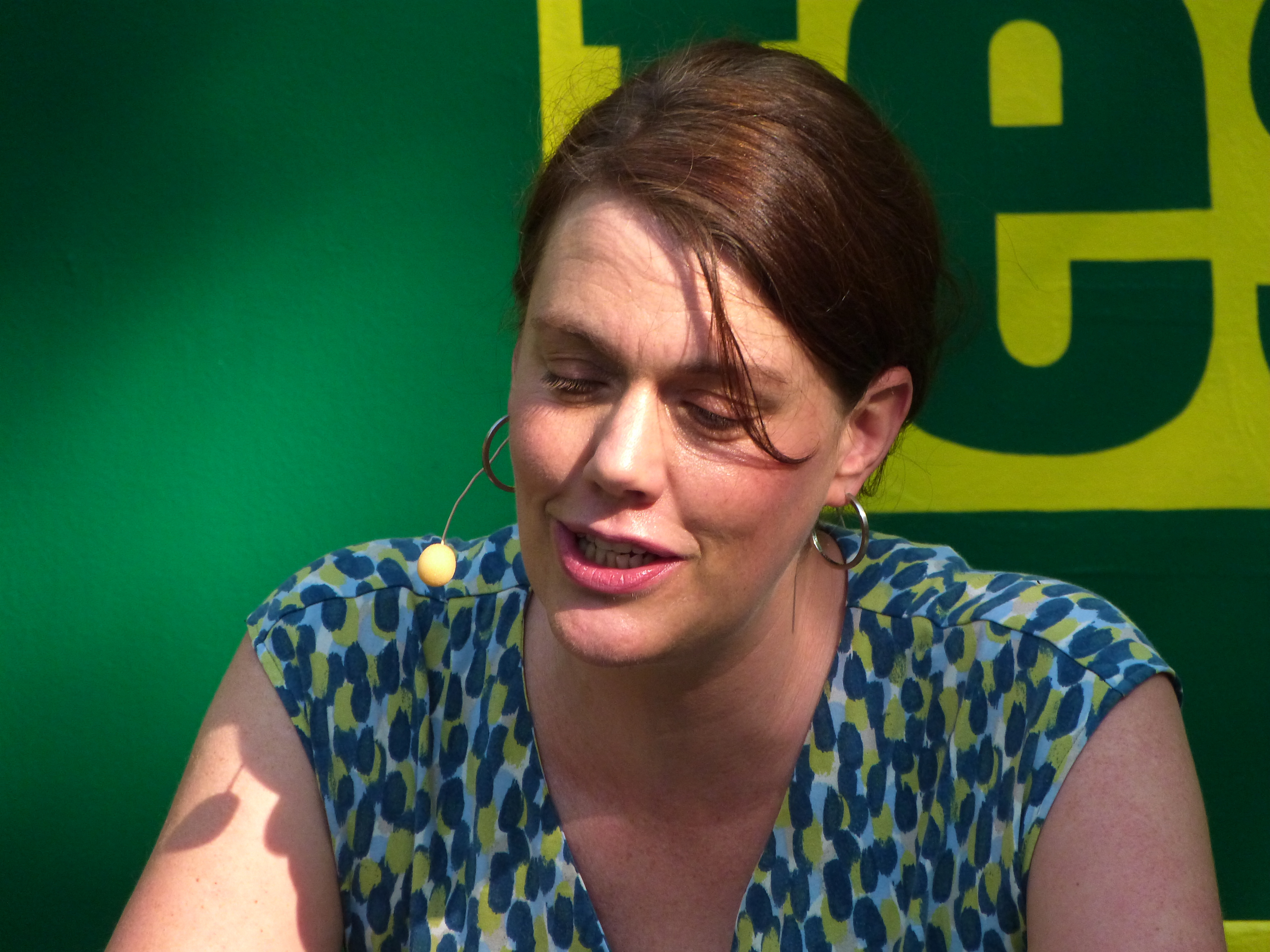
Christina Erbertz beim Erlanger Poetenfest 2019

Christina Erbertz (* 30. März 1973 in Bielefeld) ist eine deutsche Drehbuchautorin und Schriftstellerin. Sie konzipierte und schrieb Drehbücher für Fernsehserien und -filme. Seit 2013 schreibt sie Bücher für Kinder und Jugendliche.

## Werdegang
Erbertz studierte Englische Literatur an der Ruhr-Universität Bochum sowie Drehbuch an der Deutschen Film- und Fernsehakademie Berlin. Sie konzipierte und schrieb Staffeln und einen Spielfilm der KiKA-Weihnachtsserie Beutolomäus, die unter anderem mit dem Robert-Geisendörfer-Preis ausgezeichnet wurde. Außerdem war sie Autorin für Löwenzahn, Hexe Lilli und Sesamstraße. Seit 2013 hat sie mehrere Romane im Verlag Beltz & Gelberg veröffentlicht.
Erbertz liest an Schulen im deutschsprachigen Raum und wurde zu zahlreichen Veranstaltungen wie der Frankfurter Buchmesse, Lit. Cologne oder das Erlanger Poetenfest eingeladen.
Erbertz lebt mit ihrer Familie in Berlin.

## Auszeichnungen
- 2016 Struwwelpippi kommt zur Springprozession, Stipendium der Stadt Echternach, des Luxemburger Kulturministeriums u. des Luxemburgischen Literaturarchivs
- 2018 Hans-im-Glück-Preis für Drei (fast) perfekte Wochen.
- 2019 Endauswahl Zürcher Kinderbuchpreis für Die Helikopterbande und das Raubtier aus China
- 2021 Nordstemmer Zuckerrübe für Freddy und der Wurm

## Werke
- Freddy und der Wurm. Beltz & Gelberg, 2013, ISBN 978-3-407-74521-7.
- Der Ursuppenprinz. Beltz & Gelberg, 2014, ISBN 978-3-407-74651-1.
- Drei (fast) perfekte Wochen. Beltz & Gelberg, 2016, ISBN 978-3-407-82173-7.
- Die Helikopterbande und das Raubtier aus China, Beltz & Gelberg, 2019, ISBN 978-3-407-81235-3.
- Peri Scholz rettet die Welt ...oder auch nicht, Beltz & Gelberg, 2021, ISBN 978-3-407-75598-8.
- Agathe Stein rettet die Welt, Beltz & Gelberg, 2024, ISBN 978-3-407-75924-5
- Stein schlägt Papier, Beltz & Gelberg, 2025, ISBN 978-3-407-75275-8